# Saint-Maur Food Trucks Festival
Le Saint-Maur Food Trucks Festival est un festival organisé sur trois jours par la ville de Saint-Maur-des-Fossés et l'association Street Food En Mouvement depuis 2017. C'est l'un des plus grands rassemblements de food trucks de France, mais derrière celui de Buxerolles.

## Origines
À l'origine « Carrément Food » est un rassemblement de food trucks créé et organisé à Saint-Maur en 2016. L'évènement attire de plus en plus de camions et de monde durant ses quatre éditions. La dernière édition rassemble 15 camions ayant servi 3000 couverts en tout. 
Devant l'ampleur de ce rassemblement, le Saint-Maur Food Trucks Festival est créé pour devenir un évènement annuel. L'évènement se tient au même endroit que Carrément Food, sur la place des Marronniers.

## Éditions

### En 2017
En septembre 2017, la première édition rassemble 45 points de vente qui servent 37 000 repas à 40 000 participants alors que la ville en attendait 25 000 au maximum. En plus des food trucks, des animations gratuites et des concerts pop-rock ou animés par un DJ sont organisés. Un saut à l'élastique au profit de la lutte contre le sida est aussi mis en place. 
Un prix du meilleur food truck est décerné par un jury et remis par le chef Michel Roth. 

### En 2018
En septembre 2018, la deuxième édition rassemble 60 food trucks qui servent 26 000 repas chauds sur trois jours,. Comme l'édition précédentes, des animations et concerts gratuits sont organisés.  

### En 2019
En septembre 2019, la troisième édition rassemble une cinquantaine de food trucks et accueille 40 000 festivaliers. Pour cette édition, la ville prête une attention particulière sur le recyclage, notamment en mettant en place des stand lié au développement durable. Comme les années précédentes, l'évènement propose des animations et des concerts gratuits.

### En 2020
En 2020, l'édition qui devait avoir lieu est annulée en raison de la crise sanitaire due à l'épidémie de Covid-19.

### En 2021
En septembre 2021, la quatrième édition rassemble elle aussi une cinquantaine de food truck et accueille 42 000 visiteurs. En plus des food trucs présentant une cuisine variée, cette édition accueille d'autres stand comme un coiffeur et un tatoueur,. 
Une cérémonie de remise de prix est organisée afin de récompenser les meilleurs food trucks lauréats.

### En 2022
L'édition a lieu du 9 au 11 septembre 2022 et réuni 55 food trucks proposant des cuisines très diverses pour sa 5e édition,.
Parmi les animations mises en place, des concerts gratuits ainsi qu'un caisson de plongée permettant aux visiteurs de faire leur baptême de plongée.
L'évènement accueille plusieurs personnalités de la gastronomie, comme le chef multi-étoilé Nicolas Sale, parrain de cette édition, le chef multi-étoilé et président d'honneur de Street Food en Mouvement Thierry Marx, Guillaume Gomez meilleur ouvrier de France et représentant personnel du Président de la République pour la Gastronomie et l’Alimentation ainsi que le mixologue Matthias Giroud.

### En 2023
La 6e édition du festival à lieu du 8 au 10 septembre et réuni 52 food trucks. À l'occasion de la Coupe du monde de rugby se déroulant en France, des matchs sont diffusés sur un écran géant. Le parrain de cette édition Charles Coulombeau, chef une étoile, est lui-même propriétaire d'un food truck.

### En 2024
La 7e édition du festival se déroule du 20 au 22 septembre 2024 réunissant une cinquantaine de food trucks,. Le parrain de cette édition est le chef Merouan Bounekraf. Durant le festival, des activités sont organisées comme des concerts ou du saut à l'élastique. Cette année, le festival reverse l’intégralité des recettes du saut à l’élastique à l'association Souffle Rose, une association qui lutte contre le cancer du sein.